# Gieler Csaba
Gieler Csaba (Budapest, 1970. június 27. –) magyar színművész.

## Életpályája
1986-1993 között a Pinceszínházban játszott. 1988-ban érettségizett a budapesti Zrínyi Miklós Gimnáziumban. 1993-1997 között a Színház- és Filmművészeti Főiskola hallgatója volt. 1997-2011 között a József Attila Színház tagja volt. A Gór Nagy Mária Színitanoda színészmesterség tanára. Játszik a Gózon Gyula Kamaraszínházban, a Pódium Színházban, a Játékszínben és a Hadart Művészeti Társulás előadásain is. 2019-től a Vidám Színpad művésze. Rendezéssel is foglalkozik. 2024-től az Újszínházban is szerepel.

## Fontosabb színházi szerepei
- J. D. Salinger: Zabhegyező... Holden
- Molière: Tudós nők... Klitander
- Molière: A Dudás Gyuri... Miki
- Molière: Affekták (Kényeskedők)... szereplő
- William Shakespeare: III. Richárd... Richárd, yorki herceg, a király fia
- Hubay Miklós - Vas István - Ránki György: Egy szerelem három éjszakája... Bálint
- Alonso Alegria: Kötélen a Niagara felett... Carlo
- Simon Gray: A dolgok menete... Nick
- Jevgenyij Lvovics Svarc: Az árnyék... Christian Teodor
- Klaus Mann: Mephisto... Alex
- Carlo Collodi - Litvai Nelli: Pinokkió... Táltos tücsök
- Ray Henderson: Diákszerelem... Sylvester
- Efrájim Kishon: A házasságlevél... Robert Knoll
- Michael Frayn: Ugyanaz hátulról... Tim Allgood
- Eisemann Mihály: Egy csók és más semmi... Elnök II.
- Eisemann Mihály - Dóczi Lajos: Országomat egy csókért... Carlo, pórfiú
- Molnár Ferenc: Liliom... Orvos; Berkovics
- Molnár Ferenc: A farkas... Mikhál hadnagy
- Móricz Zsigmond - Kocsák Tibor - Miklós Tibor: Légy jó mindhalálig... Nagy úr
- Grimm fivérek - Romhányi József: Hamupipőke... Pitvarmester (főbajkeverő)
- Grimm fivérek- Bednai Natália - Juhász Levente: Piroska és a farkas... Farkas
- Bednai Natália: Békaherceg... Brekek
- Alexandre Dumas - Várady Szabolcs: A három testőr... Bonacieux
- Fenyő Miklós - Tasnádi István: Made in Hungária... Kis Nyírő (önkéntes technikus)
- Fenyő Miklós - Tasnádi István: Aranycsapat... Begyűjtő Putyi
- Kellér Dezső - Szilágyi lászló - Harmath Imre - Ábrahám Pál: 3:1 a szerelem javára... Braun
- Szilágyi Andor: Lássuk a medvét... Lesi Pufi (papparazzo)
- Henri Keroul - Albert Barre: Léninéni... Bernard
- Kern András: Spencer... Kalapos, Tiszt, Műsorvezető
- Hervé: Nebáncsvirág... Igazgató
- Georges Feydeau: Egy hölgy a Maximból... Varlin (ügynök, párbajsegéd)
- Anton Pavlovics Csehov: Cseresznyéskert... Jepihodov (Szemjon Pantyelejevics, könyvelő)
- Csiky Gergely: Kaviár... Sancho, matróz
- Nagy Ignác: Tisztújítás... Darabos (jurátus)
- Sławomir Mrożek: Nyílt tengeren - Károly... 1. hajótörött
- Nemes István - Koltai Róbert - Nógrádi Gábor - Dés László: Sose halunk meg... Dönci (a fakanalas, valamint kalauz)
- Gádor Béla - Tasnádi István: Othello Gyulaházán... Bablyák (tűzoltó)
- Friedrich Dürrenmatt: Az öreg hölgy látogatása... P 2
- Csukás István - Bergendy István: Süsü, a sárkány... Írnok
- Baróti Géza: Kiutalt szerelem, avagy mi történik a Bástyasétány 77-ben... Dönci; Patkó Lajos
- Hamvai Kornél: Harmadik figyelmeztetés... Bödör (fotós)
- Brandon Thomas: Charley nénje... Brassett (inas)
- Jókai Mór: A kőszívű ember fiai... Ramiroff Leonin
- Jókai Mór - Kocsák Tibor - Miklós Tibor: Szegény gazdagok... Margari
- Jeremy Lloyd - David Croft: Hallo, hallo!... Fairfax (angol pilóta)
- Szálinger Balázs: A tszta méz... Pap
- Boros György László: Macskakirály... Macskacicó
- Claude Magnier: Oscar... Oscar (akit mindenki keres)
- Eugène Labiche: Egy olasz szalmakalap... Beauperthuis
- Carlo Goldoni: Csetepaté Chioggiában... Vicenzo
- Verebes István: Senki sem tökéletes, avagy nincs, aki hűvösen szereti... Bájnsztok
- Csukás István: Ágacska... Berci béka (Virág)
- Balassi Bálint: Szép magyar komédia... Sylvanus
- Philipp István - Bárány Ferenc: A vérszipoly... Fiatal gróf
- Brunner Tamás: Kánkán hármasban, de kié a nyakék?... Krausz
- Szakcsi Lakatos Béla - Csemer Géza: Cigánykerék... Rogers
- Köves József - Balázs Árpád - Baranyi Ferenc: Nyakigláb, Csupaháj, Málészáj... Márton
- Szigligeti Ede: Liliomfi... Szellemfi
- Frenkó Zsolt: Egy szoknya, egy nadrág... Gróf Borsai
- Vajda Katalin - Valló Péter - Fábri Péter: Anconai szerelmesek... Giovanni, a cukrász
- Fazekas Mihály - Schwajda György: Ludas Matyi... Galiba; Ispán
- Harsányi Gábor: Édes alkony... Besurranó
- Alfonso Paso: Hazudj inkább, kedvesem!... Pap

## Film és televíziós szerepei
- Gyalogbéka (1985)
- Csapd le csacsi! (1991)
- Kalózok (1999)
- Barátok közt (2001)
- Tea (2003)
- Pasik! (2001-2003)
- Argo (2004)
- Sorstalanság (2005)
- Gálvölgyi show (2001-2011)
- Munkaügyek (2012)
- Jóban Rosszban (2021)
- Doktor Balaton (2022)

## Rendezéseiből
- Történelmi tánc (Spinóza Színház, 2007)
- A vérszipoly  (Hadart Művészeti Társulás, 2014)
- Lúdas Matyi (2017)